# Ulota luteola
Ulota luteola är en bladmossart som beskrevs av Roelof J.van der Wijk och Margadant 1961. Ulota luteola ingår i släktet ulotor, och familjen Orthotrichaceae. Inga underarter finns listade i Catalogue of Life.